# Henry Morgan

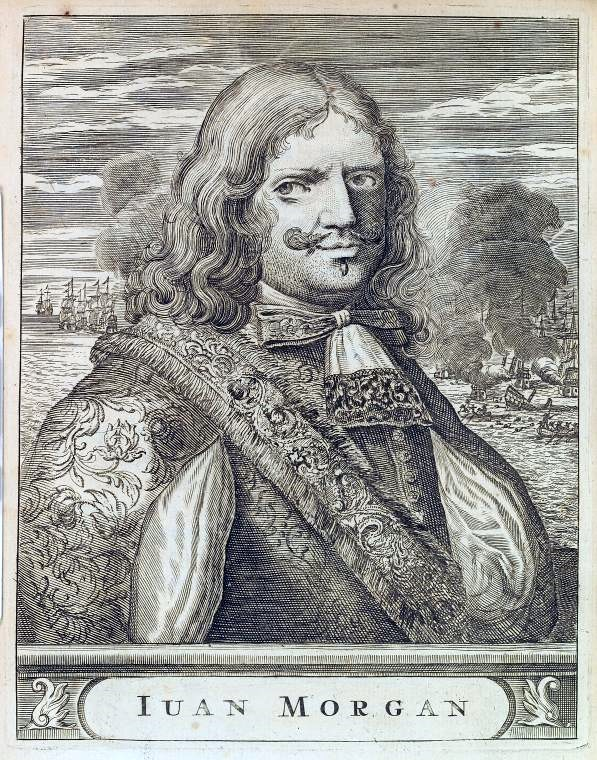
Henry Morgan (1681)

Henry Morgan (* um 1635; † 25. August 1688 in Port Royal) war ein walisischer Freibeuter und ab 1674 Vizegouverneur von Jamaika.

## Leben

### Herkunft
Über die genaue Herkunft ist wenig bekannt. Er selbst soll als sein Geburtsjahr das Jahr 1635 angegeben haben. Sein Vater war vermutlich Robert Morgan, ein Pächter oder Grundbesitzer aus Wales. Eine zeitgenössische Aufzeichnung grenzt seine Herkunft auf Großbritannien ein. Die meisten Quellen deuten auf einen Geburtsort in Wales hin, so werden Llanrhymny, Glamorgan, Penkarne und Cardiff erwähnt. Alexander Winston nennt als mögliche Geburtsorte Llanrhymni in Glamorganshire, Penkarne in Monmouthshire und Rymney bei Tredegar in Monmouth. Die Geburt des Piraten grenzt er auf den Zeitraum zwischen dem 21. Dezember 1634 und dem 21. Dezember 1635 ein. Als Vater kommen seiner Meinung nach Robert Morgan of Llanrhymni oder Thomas Morgan of Pencarn in Frage. Daneben wurden unbelegte Spekulationen veröffentlicht, dass Henry Morgans Mutter Deutsche gewesen sei. Die Lippstädter Bürgermeisterstochter Anna Petronella von Polnitz, auf die sich jene Behauptungen beziehen, war jedoch nicht mit Robert Morgan, sondern mit seinem Bruder Sir Edward Morgan verheiratet. Auch hieß keines ihrer Kinder Henry. Diese Angaben sind genealogisch nachweisbar. Somit war von Polnitz die Ehefrau des wahrscheinlichen Onkels Henry Morgans. Nach dem Tod seines Onkels Edward heiratete Henry Morgan dessen Tochter Mary Elizabeth Morgan, seine Cousine ersten Grades. Obwohl diese Ehe kinderlos blieb, kümmerte er sich fortan um die Familie seines verstorbenen Onkels Edward.
|                             |                             |                             |                             |                                                                  |                                                                  |                                                                  |                                                                  |                                                                                    |                                                                                    |                                                                                    |                                                                                    | Thomas Morgan *ca. 1580 (Glamorganshire, South Wales)                              | Thomas Morgan *ca. 1580 (Glamorganshire, South Wales)                              | Thomas Morgan *ca. 1580 (Glamorganshire, South Wales) | Thomas Morgan *ca. 1580 (Glamorganshire, South Wales) | Thomas Morgan *ca. 1580 (Glamorganshire, South Wales) | Thomas Morgan *ca. 1580 (Glamorganshire, South Wales) |                |                | Catherine Herbert | Catherine Herbert | Catherine Herbert | Catherine Herbert | Catherine Herbert | Catherine Herbert |               |               |                                        |                                        |                                        |                                        |                                        |                                        |   |   |                       |                       |                       |                       |                         |                         |                         |                         |                         |                         |
|                             |                             |                             |                             |                                                                  |                                                                  |                                                                  |                                                                  |                                                                                    |                                                                                    |                                                                                    |                                                                                    | Thomas Morgan *ca. 1580 (Glamorganshire, South Wales)                              | Thomas Morgan *ca. 1580 (Glamorganshire, South Wales)                              | Thomas Morgan *ca. 1580 (Glamorganshire, South Wales) | Thomas Morgan *ca. 1580 (Glamorganshire, South Wales) | Thomas Morgan *ca. 1580 (Glamorganshire, South Wales) | Thomas Morgan *ca. 1580 (Glamorganshire, South Wales) |                |                | Catherine Herbert | Catherine Herbert | Catherine Herbert | Catherine Herbert | Catherine Herbert | Catherine Herbert |               |               |                                        |                                        |                                        |                                        |                                        |                                        |   |   |                       |                       |                       |                       |                         |                         |                         |                         |                         |                         |
|                             |                             |                             |                             |                                                                  |                                                                  |                                                                  |                                                                  |                                                                                    |                                                                                    |                                                                                    |                                                                                    |                                                                                    |                                                                                    |                                                       |                                                       |                                                       |                                                       |                |                |                   |                   |                   |                   |                   |                   |               |               |                                        |                                        |                                        |                                        |                                        |                                        |   |   |                       |                       |                       |                       |                         |                         |                         |                         |                         |                         |
|                             |                             |                             |                             |                                                                  |                                                                  |                                                                  |                                                                  |                                                                                    |                                                                                    |                                                                                    |                                                                                    |                                                                                    |                                                                                    |                                                       |                                                       |                                                       |                                                       |                |                |                   |                   |                   |                   |                   |                   |               |               |                                        |                                        |                                        |                                        |                                        |                                        |   |   |                       |                       |                       |                       |                         |                         |                         |                         |                         |                         |
| Anna Petronella von Polnitz | Anna Petronella von Polnitz | Anna Petronella von Polnitz | Anna Petronella von Polnitz | Anna Petronella von Polnitz                                      | Anna Petronella von Polnitz                                      |                                                                  |                                                                  | Sir Edward Morgan *1610 (Glamorganshire, South Wales) † 1665 (England oder Panama) | Sir Edward Morgan *1610 (Glamorganshire, South Wales) † 1665 (England oder Panama) | Sir Edward Morgan *1610 (Glamorganshire, South Wales) † 1665 (England oder Panama) | Sir Edward Morgan *1610 (Glamorganshire, South Wales) † 1665 (England oder Panama) | Sir Edward Morgan *1610 (Glamorganshire, South Wales) † 1665 (England oder Panama) | Sir Edward Morgan *1610 (Glamorganshire, South Wales) † 1665 (England oder Panama) |                                                       |                                                       | William Morgan                                        | William Morgan                                        | William Morgan | William Morgan | William Morgan    | William Morgan    |                   |                   | Robert Morgan     | Robert Morgan     | Robert Morgan | Robert Morgan | Robert Morgan                          | Robert Morgan                          |                                        |                                        | ?                                      | ?                                      | ? | ? | ?                     | ?                     |                       |                       | fünf weitere Schwestern | fünf weitere Schwestern | fünf weitere Schwestern | fünf weitere Schwestern | fünf weitere Schwestern | fünf weitere Schwestern |
| Anna Petronella von Polnitz | Anna Petronella von Polnitz | Anna Petronella von Polnitz | Anna Petronella von Polnitz | Anna Petronella von Polnitz                                      | Anna Petronella von Polnitz                                      |                                                                  |                                                                  | Sir Edward Morgan *1610 (Glamorganshire, South Wales) † 1665 (England oder Panama) | Sir Edward Morgan *1610 (Glamorganshire, South Wales) † 1665 (England oder Panama) | Sir Edward Morgan *1610 (Glamorganshire, South Wales) † 1665 (England oder Panama) | Sir Edward Morgan *1610 (Glamorganshire, South Wales) † 1665 (England oder Panama) | Sir Edward Morgan *1610 (Glamorganshire, South Wales) † 1665 (England oder Panama) | Sir Edward Morgan *1610 (Glamorganshire, South Wales) † 1665 (England oder Panama) |                                                       |                                                       | William Morgan                                        | William Morgan                                        | William Morgan | William Morgan | William Morgan    | William Morgan    |                   |                   | Robert Morgan     | Robert Morgan     | Robert Morgan | Robert Morgan | Robert Morgan                          | Robert Morgan                          |                                        |                                        | ?                                      | ?                                      | ? | ? | ?                     | ?                     |                       |                       | fünf weitere Schwestern | fünf weitere Schwestern | fünf weitere Schwestern | fünf weitere Schwestern | fünf weitere Schwestern | fünf weitere Schwestern |
|                             |                             |                             |                             |                                                                  |                                                                  |                                                                  |                                                                  |                                                                                    |                                                                                    |                                                                                    |                                                                                    |                                                                                    |                                                                                    |                                                       |                                                       |                                                       |                                                       |                |                |                   |                   |                   |                   |                   |                   |               |               |                                        |                                        |                                        |                                        |                                        |                                        |   |   |                       |                       |                       |                       |                         |                         |                         |                         |                         |                         |
|                             |                             |                             |                             | John Dorian Morgan *1648 (South Wales, England) †? (Essex Co,VA) | John Dorian Morgan *1648 (South Wales, England) †? (Essex Co,VA) | John Dorian Morgan *1648 (South Wales, England) †? (Essex Co,VA) | John Dorian Morgan *1648 (South Wales, England) †? (Essex Co,VA) | John Dorian Morgan *1648 (South Wales, England) †? (Essex Co,VA)                   | John Dorian Morgan *1648 (South Wales, England) †? (Essex Co,VA)                   |                                                                                    |                                                                                    |                                                                                    |                                                                                    |                                                       |                                                       |                                                       |                                                       |                |                |                   |                   |                   |                   |                   |                   |               |               | Henry Morgan *1635 † 1688 (Port Royal) | Henry Morgan *1635 † 1688 (Port Royal) | Henry Morgan *1635 † 1688 (Port Royal) | Henry Morgan *1635 † 1688 (Port Royal) | Henry Morgan *1635 † 1688 (Port Royal) | Henry Morgan *1635 † 1688 (Port Royal) |   |   | Mary Elizabeth Morgan | Mary Elizabeth Morgan | Mary Elizabeth Morgan | Mary Elizabeth Morgan | Mary Elizabeth Morgan   | Mary Elizabeth Morgan   |                         |                         |                         |                         |
|                             |                             |                             |                             | John Dorian Morgan *1648 (South Wales, England) †? (Essex Co,VA) | John Dorian Morgan *1648 (South Wales, England) †? (Essex Co,VA) | John Dorian Morgan *1648 (South Wales, England) †? (Essex Co,VA) | John Dorian Morgan *1648 (South Wales, England) †? (Essex Co,VA) | John Dorian Morgan *1648 (South Wales, England) †? (Essex Co,VA)                   | John Dorian Morgan *1648 (South Wales, England) †? (Essex Co,VA)                   |                                                                                    |                                                                                    |                                                                                    |                                                                                    |                                                       |                                                       |                                                       |                                                       |                |                |                   |                   |                   |                   |                   |                   |               |               | Henry Morgan *1635 † 1688 (Port Royal) | Henry Morgan *1635 † 1688 (Port Royal) | Henry Morgan *1635 † 1688 (Port Royal) | Henry Morgan *1635 † 1688 (Port Royal) | Henry Morgan *1635 † 1688 (Port Royal) | Henry Morgan *1635 † 1688 (Port Royal) |   |   | Mary Elizabeth Morgan | Mary Elizabeth Morgan | Mary Elizabeth Morgan | Mary Elizabeth Morgan | Mary Elizabeth Morgan   | Mary Elizabeth Morgan   |                         |                         |                         |                         |

Die bekanntesten Darstellungen Morgans entstammen den Illustrationen der Berichte des Arztes und Abenteurers Alexandre Olivier Exquemelin, der sich Morgans Truppe eine Zeit lang angeschlossen hatte und noch zu dessen Lebzeiten darüber publizierte. Die holländische Ausgabe von Exquemelins Abenteuern benennt Morgan als "Johan" und zeigt ihn mit Admiralsstab und relativ kurzen sehr lockigen Haaren. Die spätere englische Ausgabe von 1684 verzichtet auf den Admiralsstab und stellt Morgan mit weit über die Schultern fallendem Haar dar.

### Taten

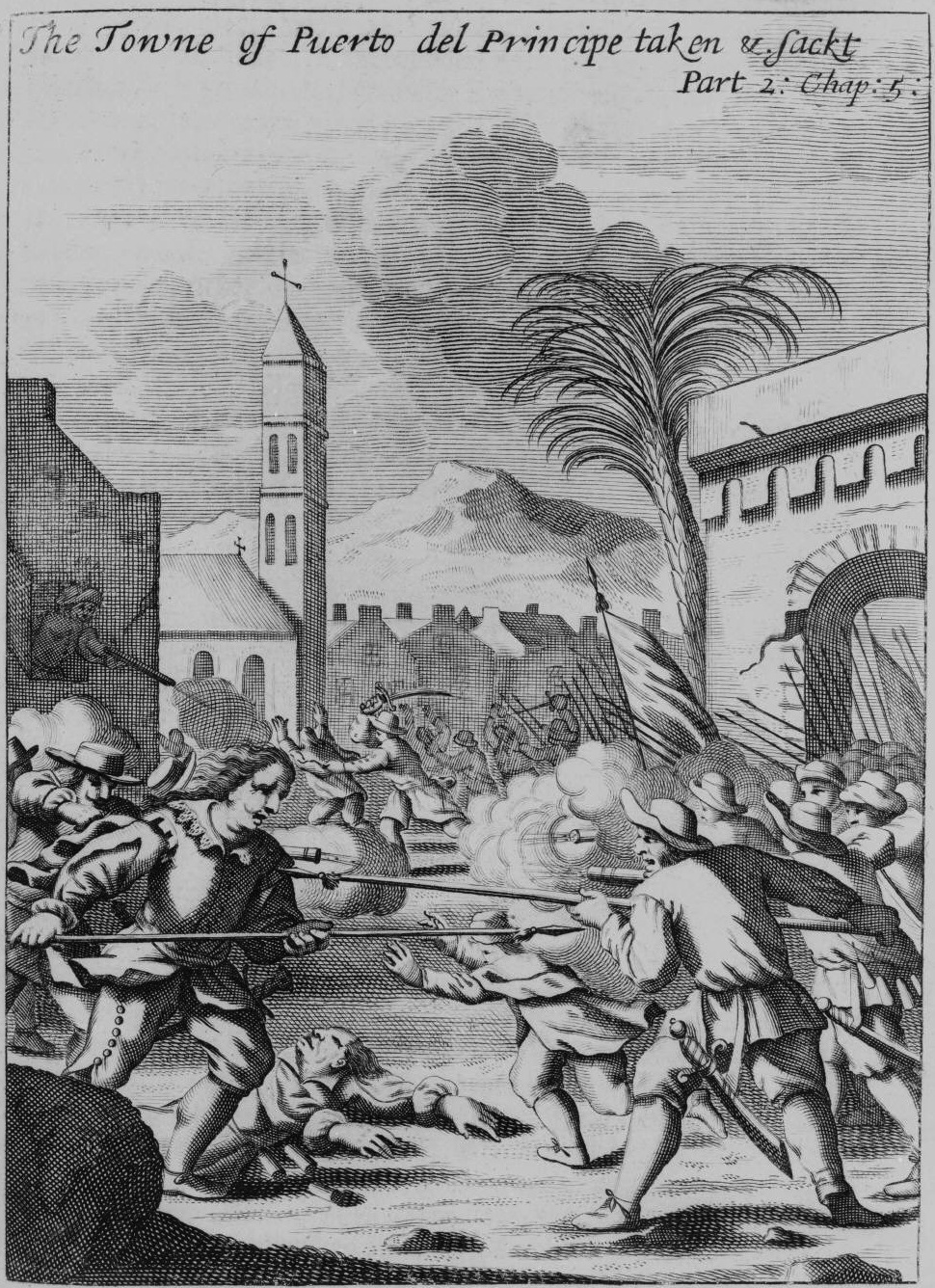
The sack of Puerto del Príncipe

Es gibt keine zuverlässigen Berichte darüber, wie Morgan in die Karibik gekommen ist. Möglicherweise war er mit Robert Venables’ Armee, die Oliver Cromwell 1654 gegen die Spanier entsandte, nach Westindien gereist. Nach Richard Browne, könnte Morgan kurz nach der Eroberung Jamaikas durch die Engländer (1655) entweder als Privatmann in die Karibik gereist sein oder in Bristol entführt und nach Barbados gebracht worden sein, wo er als Schuldknecht verkauft wurde. Der Arzt Alexandre Olivier Exquemelin, der zeitweilig seine Kriegszüge begleitet hatte, behauptete, Morgan habe die Kosten seiner Überfahrt als Schuldknecht (Indentur) abgearbeitet. Gegen diese Behauptung erhob Morgan gerichtlich erfolgreich Einspruch.
Ab 1665 beteiligte sich Henry „Harry“ Morgan an Raubunternehmungen englischer Freibeuter, die vom britischen Jamaika aus gegen spanische Schiffe und spanische Niederlassungen in der Karibik vorgingen. Klüger als seine Kameraden, sparte er, was er gewonnen hatte. Schon bald verfügte Morgan über die Mittel und die Kreditwürdigkeit, Kaperunternehmungen in eigener Regie durchzuführen.
Im Juli 1668 überfielen rund 500 Freibeuter unter Morgans Kommando die zu Spanien gehörende Stadt Portobelo auf der Karibikseite des Isthmus von Panama. Scheinbar legalisiert war dieses Unternehmen durch einen vom englischen Gouverneur von Jamaika, Sir Thomas Modyford, ausgestellten Kaperbrief, dessen Bestimmungen Morgan allerdings großzügig zu seinen Gunsten auslegte. In Portobelo erbeuteten die Freibeuter die für den Abtransport nach Europa gelagerten Waren wie Gold, Silber, Perlen, Edelsteine, Edelhölzer, Indigo und Kakao sowie die persönlichen Reichtümer der Bewohner. Den größten Teil der Beute machte aber das Lösegeld aus, welches Morgan von den spanischen Behörden in Panama mit der Drohung erpresst hatte, Portobelo niederzubrennen. Noch im gleichen Jahr überfiel er auch die Stadt Santa María del Puerto Príncipe auf Kuba.
Im Frühjahr 1669 suchten fast 500 Freibeuter unter Morgans Kommando die spanischen Niederlassungen Maracaibo und Gibraltar (beide am Maracaibosee im heutigen Venezuela) heim. Auch dieses Mal war die Beute beachtlich. Am 28. Januar 1671 gelang Morgan der – wie es in populärwissenschaftlichen Büchern oft zu lesen ist – größte Coup seiner Laufbahn: die Eroberung Panamas, zu jener Zeit die größte und reichste Niederlassung Spanisch-Amerikas. Als selbsternannter „Chefadmiral aller Bukaniersflotten und Generalissimo der vereinigten Freibeuter von Amerika“ konnte er für dieses Unternehmen rund 1.800 Mann auf 36 Schiffen aufbringen. Unter Morgans Führung hatten die Piraten nach einem strapaziösen neuntägigen Fußmarsch über den Isthmus von Panama eine hastig ausgehobene und bunt zusammengewürfelte spanische Streitmacht in die Flucht geschlagen und anschließend die Stadt besetzt. Ein noch am selben Tag ausbrechendes Großfeuer, dessen Ursache nie restlos geklärt werden konnte und das auch die Piraten nicht mehr zu löschen vermochten, vernichtete jedoch nicht nur die Stadt, sondern auch einen guten Teil der Beute, die den Freibeutern sonst in die Hände gefallen wäre. Da nun für die Stadt kein Lösegeld nach dem Muster von Portobelo mehr zu erpressen war und vor allem die reichen Stadtbewohner einen beträchtlichen Teil ihrer Habseligkeiten vor dem Herannahen der Freibeuter hatten wegschaffen können, fiel die Beute für Morgan und seine Männer mager aus. Schließlich verdächtigten die Freibeuter Morgan, sie betrogen und einen großen Teil der Schätze Panamas für sich selbst abgezweigt zu haben, weswegen Morgan sich nach Beendigung des Panama-Raubzuges und der Verteilung der Beute klammheimlich aus dem Staub machte.
Morgan, den seine Raubzüge zu einem reichen Mann gemacht hatten, wurde nach seiner Rückkehr nach Jamaika verhaftet und nach England geschafft, weil der englische König inzwischen einen Friedensvertrag mit Spanien geschlossen und Morgan mitten im Frieden eine der größten Städte Spanisch-Amerikas überfallen und ausgeraubt hatte. Da sich Freunde für ihn einsetzten, wurde Morgan aber 1674 begnadigt, als Knight Bachelor („Sir“) in den Adelsstand erhoben und zum Vizegouverneur von Jamaika ernannt. 1676 segelte Morgan mit der Jamaica Merchant Richtung Port Royal, wo das Schiff jedoch nie ankam. Vermutlich aufgrund eines Navigationsfehlers sank der Frachtsegler am 26. Februar auf einem Riff vor der Île à Vache. Morgan überlebte den Untergang und ließ einen Großteil der Waffen und Munition bergen. Mit den Geschützen der Jamaica Merchant rüstete er die Küstenbefestigung von Port Royal aus, um die Hafenstadt vor anderen Piraten zu schützen. Auf dem Posten des Vizegouverneurs und später als „Custos of Port Royal“ und „Judge of the High Court of Vice-Admiralty“ machte sich Sir Henry Morgan einen Namen als unerbittlicher Widersacher der Piraten und ließ manche seiner ehemaligen Raubgenossen zur Strecke bringen.
Henry Morgan, der zeit seines Lebens ein starker Trinker gewesen war, wurde gegen Ende seines Lebens immer mehr zum Alkoholiker. In den wenigen klaren Momenten soll er Gott um Vergebung für seine Gräueltaten gebeten haben. Er gab den Teil seiner Beute, welchen er aus den Kirchen in Panama und Maracaibo geraubt hatte, an die Kirche in Port Royal. Seine Frau erbte den Großteil seiner drei jamaikanischen Plantagen und Sklaven. Morgan starb am 25. August 1688 in Port Royal gegen 11:00 Uhr morgens. Die Todesursache ist unklar. Möglich scheint Tuberkulose, Syphilis oder Leberversagen infolge seines Alkoholkonsums.

## Piratencodex
Auf Henry Morgan werden im Allgemeinen die so genannten Articles of Agreement, die auch als „Piratencodex“ bezeichnet werden, zurückgeführt. Diese wurden von Alexandre Olivier Exquemelin, der sich vermutlich als Arzt bei den Freibeutern aufhielt, niedergeschrieben: „Sie erhalten für den Verlust eines rechten Arms 600 Piaster oder sechs Sklaven, für den Verlust eines linken Arms 500 Piaster oder fünf Sklaven…“ („Thus they order for the loss of a right arm six hundred pieces of eight, or six slaves; for the loss of a left arm five hundred pieces of eight, or five slaves…“). Zum Vergleich konnte zur damaligen Zeit bereits für zwei Piaster eine Kuh erworben werden. Beim Anheuern unterschrieb ein Pirat diesen Codex, der ihm demokratische Mitspracherechte bei der Wahl des Kapitäns und einen festgelegten Anteil an der Beute zusicherte.
Heute befinden sich die als „Piratencodex“ bekannten Aufzeichnungen im Archivo General de Indias in Sevilla.

## Kritische Würdigung
Es gilt als gesichert, dass Morgan um seinen Ruf besorgt war. Nach dem Erscheinen von Alexandre Olivier Exquemelins Berichten ging er gerichtlich gegen einzelne darin getroffenen Aussagen vor. Entgegen der im Buch gemachten Angaben sei er niemals Sklave gewesen oder als solcher verkauft worden, habe kein Geld im Glücksspiel gewonnen und damit auch kein Seeräuberschiff ausgerüstet. Zudem sei er vor seiner seemännischen Karriere kein einfacher Landarbeiter gewesen, sondern entstamme dem walisischen Landadel. Des Weiteren habe er nie eine gefangene Kaufmannsfrau unsittlich bedrängt, wie es in Exquemelins Berichten zu lesen war. Morgan verklagte Exquemelins englischen Verleger erfolgreich wegen Verleumdung – ihm wurden in der Folge 200 Pfund zugestanden.
Morgan wurde als der „Erfinder“ der Sozialversicherung bezeichnet und gilt manchen als derjenige, der „im Auftrag der britischen Krone“, so der britische Historiker Peter Earle in einer Terra-X-Dokumentation, „eine Schlüsselrolle beim wirtschaftlichen und militärischen Aufstieg des britischen Empire [spielte].“ Im Ganzen kann das Verhältnis zur britischen Autorität als gespalten bezeichnet werden, nach dem Ritterschlag durch Karl II und seiner Rückkehr nach Jamaika widmete sich Morgan der Verfolgung von Piraten. Nach eigenen Angaben habe er in der Folge "... alle englischen und spanischen Piraten, derer ich habhaft werden konnte, hingerichtet, ins Gefängnis geworfen oder den Spaniern übergeben." Dennoch betrieb der ihm vorgesetzte Gouverneur Vaughn nachdrücklich seine Absetzung als Vizegouverneur wegen Veruntreuung und Trunksucht. Nach seinem Tode zog die Regierung in London eine feierliche Bestattung in Westminster Abbey in Betracht. Nach einem verheerenden Erdbeben in Port Royal, bei dem auch Morgans Grab verschüttet wurde, wurden diese Pläne jedoch nicht weiter verfolgt.
Als gesichert gilt zudem, dass Morgan über Charisma verfügte und ein begnadeter Taktiker war. Nach den Überfällen auf Villahermosa und Grand Granada war er spätestens seit 1665 ein gefürchteter militärischer Anführer. Sein Überfall auf Portobelo und die erfolgreiche Belagerung der Stadt im Jahr 1668 löste in London Begeisterung aus. Das Unternehmen gilt als eine der erfolgreichsten militärischen Operationen des 17. Jahrhunderts. Mit dem Überfall auf Panama im Jahr 1671 führt er das größte und letzte bedeutende Unternehmen der Bukanier der Karibik. In seinem Unternehmungen wusste Morgan die Spielräume, die sich in der Karibik nicht zuletzt auch aufgrund der langen Nachrichtenwege zu den europäischen Mutterländern ergaben, geschickt zu nutzen. So hatte er zum Beispiel Portobello geplündert, obwohl seit wenigen Monaten ein Friedensvertrag zwischen Großbritannien und Spanien bestand. Die Proteste des spanischen Botschafters in London hatten für Morgan keine Konsequenzen. Hierbei, wie auch bei weiteren Unternehmungen nutzte er den eigennützigen politischen Beistand durch Thomas Modyford, den korrupten britischen Gouverneur von Jamaika, der Morgans Taten wiederum ein quasi offizielles Feigenblatt verlieh. Morgans Eignung als gewiefter gesellschaftlicher Taktierer wird durch die Tatsache unterstrichen, dass Modyfords Nachfolger, Lord Vaughan, mehrmals versuchte, ihn absetzen zu lassen. Stattdessen wurde Vaughan abberufen und Morgan nahm zeitweise dessen Funktion als Gouverneur wahr, was er dazu nutze, Port Royal nachhaltig befestigen zu lassen.
Obwohl seine Eignung als Anführer unumstritten ist, werfen einige Vorfälle ein ungünstiges Licht auf Morgans seemännische Fertigkeiten. Während seiner Unternehmungen kam es mehrmals zu Schiffsunglücken. In der Vorbereitung auf einen Überfall auf Cartagena, bei dem Morgan die Befehlsgewalt über zehn Schiffe erhalten hatte, kam es zu einem folgenschweren Unglück. Bei der Explosion seines Flaggschiffes, der Oxford, starben im Oktober 1668 zweihundert Mann seiner Besatzung. Auslöser war ein Funke, der während eines Salutschießens im Laufe eines Zechgelages an Bord der Oxford das Pulvermagazin entzündet hatte. Morgan und weitere neun Überlebende wurden aus dem Wasser gefischt. Bei der Rückkehr aus London erlitt im Jahr 1676 sein Schiff, die Jamaika Merchant, Schiffbruch. Mit dem Schiff gingen Kanonen, die Morgan zur Befestigung von Port Royal mitgebracht hatte, verloren.

## Trivia
- Die Rumsorte Captain Morgan wurde nach Henry Morgan benannt.
- Der Charakter des Sir Mortimer aus dem Ton-Steine-Scherben-Hörspiel Teufel hast du Wind basiert auf Henry Morgan.
- Die gleichnamige Hauptperson in der ABC-Serie Forever ist Henry Morgan nachempfunden.
- In der Folge In der Karibik (S01E08) der Serie Hooten & the Lady versuchen die Protagonisten Alex und Hooten auf einer Karibikinsel das vergrabene Fass von Henry Morgan zu finden.